# Santa Maria del Pi (Barcelona)

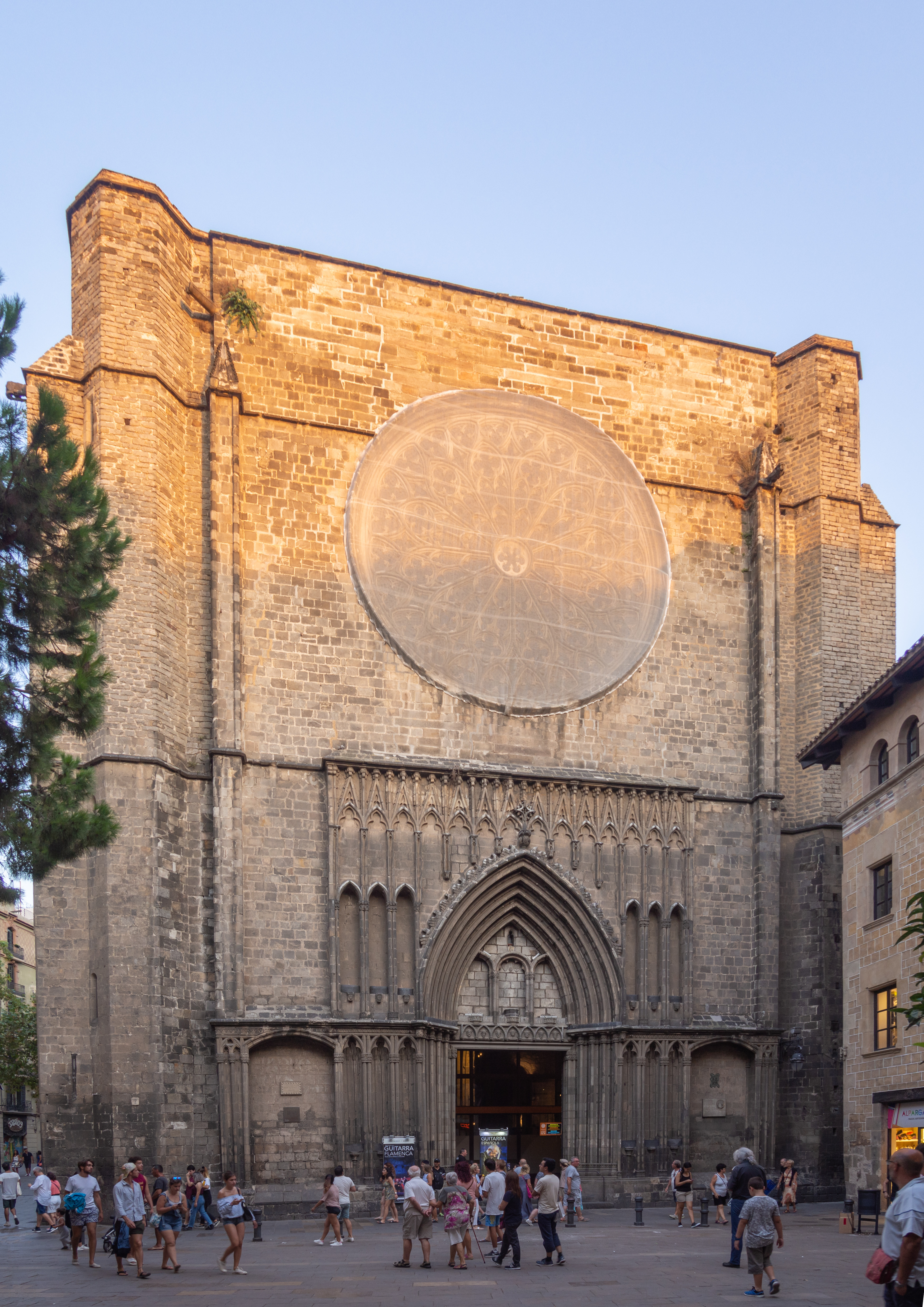
Fachada principal.

Santa Maria del Pi é uma igreja gótica em Barcelona, Catalunha, Espanha. Está localizada na Plaça del Pi.

## História
Sabe-se que em 987 existia uma igreja fora dos muros da cidade e a oeste de Barcelona. Esta era uma pequena igreja românico dedicada à Santíssima Senhora dos Pinheiros (um dos títulos da Virgem Maria). A igreja foi erguida entre 1319 e 1391. Foi inaugurada em 17 de junho de 1453. O estilo da igreja era gótico catalão, com uma única nave quase desprovida de ornamentação. Pedro, o Cerimonial, fez doações no ano de 1379 para começar a erguer a torre do sino, que terminou nas obras dirigidas por Bartomeu  Mas, entre 1460 e sua morte em 1497. A capela de la Sang também foi erguida por Bartomeu Mas em 1486.
O terremoto na Catalunha em 1428 causou sérios danos à igreja, sobretudo na fachada. Foi afetada pelos bombardeios de 1714 durante a guerra da sucessão espanhola e pela explosão de um depósito de munição não relacionado causando o colapso da presbitestia e destruindo o retábulo principal e todos os ornamentos que havia, embora a Virgem e outras imagens foram salvas. Também houve danos em uma capela lateral, bem como em todos os vitrais da nave, que foram quebrados durante o cerco. A igreja encontra-se sem os sinos sequestrados e o templo arruinado.

## Torre do sino
A torre do sino está em forma octogonal, subindo para 54 metros. As paredes da base têm 3,55 metros de espessura. Possui um peal de seis sinos, dos quais o maior é "Antònia", que tem um diâmetro de 1,4 metros e pesa 1.806 quilos. A construção foi iniciada na torre do sino em 1460, sob as instruções do arquiteto Barthomeu Mas, e foi concluída em 1497.